# Äleklintabrottet
Äleklintabrottet este o arie protejată (arie specială de conservare — SAC, sit de importanță comunitară — SCI) din Suedia întinsă pe o suprafață de 23 ha, integral pe uscat.

## Localizare
Centrul sitului Äleklintabrottet este situat la coordonatele 56°58′54″N 16°46′30″E / 56.9816°N 16.7749°E.

## Înființare
Situl Äleklintabrottet a fost declarat sit de importanță comunitară în aprilie 2004 pentru a proteja 2 specii de plante. Situl a fost protejat și ca arie specială de conservare în martie 2011.

## Biodiversitate
Situată în ecoregiunile boreală și marină baltică, aria protejată conține 3 habitate naturale: Vegetație perenă pe țărmurile stâncoase, Faleze cu vegetație de pe coastele atlantice și baltice, Pajiști uscate seminaturale și facies de acoperire cu tufișuri pe substraturi calcaroase (Festuco-Brometalia) (* situri importante pentru orhidee).
La baza desemnării sitului se află mai multe specii protejate de  plante (2): Senecio jacobaea subsp. gotlandicus, Sisymbrium supinum.